# Cordón Pietrobelli
El cordón Pietrobelli es un cordón montañoso casi totalmente cubierto de hielo que emerge en el centro del campo de hielo patagónico sur en el límite entre Argentina y Chile. Forma parte del parque nacional Bernardo O'Higgins en su lado chileno y del parque nacional Los Glaciares en su lado argentino, administrativamente se encuentra en la región de Magallanes y de la Antártica Chilena en su lado chileno y en la provincia de Santa Cruz en el argentino.
La primera escalada a su cumbre fue realizada en enero de 1994 por Luciano y José Pera, y lo hicieron por la cara Noroeste. Ese mismo año Silas Wild realiza una segunda ascensión. Y recién el 2 de octubre de 2014, Fernando Armani Huerta, junto a Luli Gaviña, y Daniel Azocar logran la última repetición hasta la fecha, por la Cara Norte de este colosal cerro.

## Montañas
Las siguientes montañas forman parte del cordón montañoso:
- Cerro Pietrobelli